# Amped 2
Amped 2 es la secuela del videojuego Amped: Freestyle Snowboarding, que junto con este, son de la Xbox. El juego es parte de XSN Sports, que incluye juegos como NFL Never, Top Spin y Rallysport Challenge.

## Modo Carrera
El modo de carrera en Amped 2 es muy parecida a otros juegos de deportes extremos, como Tony Hawk's Pro Skater en la que cada nivel tiene objetivos que el jugador tiene que hacer. Cada nivel de montaña tiene un alto puntaje y los medios de comunicación les toman fotos, lo que implica la acumulación de la mayoría de los puntos en una carrera de la montaña y la realización de trucos para los fotógrafos o los medios de comunicación que se encuentran dispersas en la montaña. El jugador debe encontrar también ocho monos de nieve en cada ejecución, así como completar 5 trucos y 5 brechas en cada montaña que el jugador ganara puntos de habilidad. Algunos puntos de habilidad se utilizan para actualizar las estadísticas como "spin/flip", "big air", "ollie", "balance", y "switch".
Además de estos retos, el jugador progresa a través de su carrera, que serán invitados a los eventos en los que se compiten un acabado de tres primeros rendimientos que ambos son fama y puntos de habilidad. A medida que la fama del jugador aumenta, obtienen títulos diferentes que son (de menor a mayor): "Local Rider", "Shop Rider", "Pro", "Superstar", y "# 1". Una vez que el jugador alcanza el número uno en el mundo son capaces de convertirse en una leyenda al completar cada desafío leyenda en cada montaña.
Además de snowboarding, el jugador tiene la oportunidad de patinar nieve. El snow-skating agrega diferentes elementos de juego.
El personaje en características físicas pueden cambiarse, como el color de la piel, peso, altura, ropa, gafas y botas.

## Trucos
Amped 2 ofrece una amplia variedad de trucos. También hay multiplicadores de puntos que aumentan cuando se realiza un difícil estilo o movimiento.
Otros trucos a incluir son spins, flips, off-axises, butters, jibs, railslides, ollies, jumps, grabs, lip tricks, y tweaks. El jugador también puede realizar "combos". Por ejemplo, un flip múltiplo + 360 grados. Los grabs se puede hacer al mismo tiempo en suspensión en el aire al mover el thumbstick derecho en cualquier dirección.
Además, el jugador puede realizar "movimientos con estilo", que añade puntos extra y multiplicadores de puntos para aumentar la puntuación del jugador. 

## Multiplayer
Amped 2 admite hasta ocho jugadores en el sistema Link o Xbox Live y permite dividir la pantalla en dos.
En Xbox Live existen cinco diferentes tipos de juegos, tales como, "Just Ride", "Trick Race", "High Score", "Best Trick", y "Rey de la Montaña".
Hay siete diferentes montañas como Breckenridge, Bear Mountain, Mount Hood, Laax, Mount Buller, Millicent, y Nueva Zelanda, y cada cuenta con tres diferentes puntos de caída.
Amped 2 trajo una serie de nuevas características que no se había visto en cualquier otro juego en línea en el momento. Por ejemplo, fue el primer juego de Xbox Live que sirvió para integrar a la carrera un jugador de carácter que el modo de su carácter fue de Xbox Live. Durante el modo de carrera, ya que el jugador complete tareas, obtiene puntos de habilidad que aumentan las capacidades de su carácter. Esto se traduce luego a la del jugador de Xbox Live, por lo tanto, dar a las personas que han terminado el modo carrera toman una ventaja sobre aquellos que no lo han hecho.
Muchos de los títulos de Xbox Live tiene un único host que controle las opciones de juego, pero si ese jugador se va a renunciar a su período de sesiones, toda la sesión de juego expirará. Sin embargo, en Amped 2, el anfitrión puede elegir el ganador, el perdedor, al azar o de un jugador de una sesión, que seleccione las opciones para el siguiente juego. Además, si el anfitrión se cerrará y el jugador con la mejor relación y capacidad de acogida de ganancias pone fin a la sesión del juego. 

## Banda sonora
Amped 2 tiene una abundante banda sonora de más de 300 canciones, incluyendo diversos tipos como MyG, Acumen Natión, Yellowcard y Los Visionarios Periféricos. Además de la banda sonora del juego, los jugadores también pueden escoger el uso de bandas sonoras personalizadas.